# International Data Group
International Data Group (IDG) は、アメリカ合衆国マサチューセッツ州に本社を置く、IT分野に特化したメディア、調査サービス、展示会／イベント運営、ベンチャーキャピタル事業を手がける企業である。

## 沿革
1964年、マサチューセッツ州ニュートンでパトリック・ジョゼフ・マクガヴァンとその友人によりInternational Data Corporation（IDC）として設立された。現在、IDCはIDGの子会社となっている。
親会社はマサチューセッツ州ボストンにある。現在では、世界92カ国において、『Computerworld』、『InfoWorld』、『CIO』、『Macworld』、『Network World』、『PC World』など、300以上のコンピュータ関連情報紙・誌を発行するほか、IDG.netやITWorld.comをはじめとする400以上のWebサイトで、IT関連情報ネットワークを提供している。また、全世界40カ国において、170タイトル以上のコンピュータ関連イベント／展示会を主催・運営している。
子会社の市場調査会社IDCは、世界50カ国でIT関連分野の市場調査を行っている。
IDG傘下のニュース・エージェンシー、IDG News Serviceは、世界各国のIT関連ニュース、写真、ビデオなどをIDGのWebサイトと印刷刊行物向けに提供している。ボストン本部のほか、ニューヨーク、ワシントン、サンフランシスコ、東京、台北、北京、シンガポール、バンガロール、パリ、ロンドン、ストックホルム、ブリュッセルに支局を設置している。

## 日本における展開
日本では、株式会社コンピュータワールド・ジャパンがライセンス供与を受け、1982年から『週刊COMPUTERWORLD』（後に『日刊COMPUTERWORLD TODAY』）を発行していた。1987年、社名を株式会社アイ・ディ・ジー・コミュニケーションズと変更。『月刊MacWorld』をはじめ、『月刊SunWorld』『月刊Windows World』などの発行、「MACWORLD Expo/Tokyo」「Windows World Expo/Tokyo」などの展示会／イベントの運営を手がけた。
1999年、社名を株式会社アイ・ディ・ジー・ジャパンと改称。『月刊CIO Magazine』『月刊Computerworld』などの創刊、ならびに「STORAGE NETWORKING WORLD/Tokyo」「Search Engine Strategies Conference & Expo」「SaaS World Conference & Demo」などの展示会／イベントを主催・運営していた。2009年10月からは、オンライン／モバイル／イベントの各事業に特化した新会社、IDGインタラクティブの設立に伴い、出版事業を除くほとんどの事業がIDGインタラクティブによって運営されている。2013年6月からは、日経BPがIDGと業務提携し、同社が経営していた「CIO」と「Computerworld」の日本語サイトのURLが変更された。

### 運営サイト
- Computerworld[3]
- CIO Magazine[4]